# Гельмгольц (лунный кратер)
Кратер Гельмгольц (лат. Helmholtz), не путать с кратером Гельмгольц на Марсе, — большой глубокий и древний ударный кратер в юго-восточной части видимой стороны Луны. Название присвоено в честь немецкого физика, врача, физиолога и психолога Германа Людвига Фердинанда Гельмгольца (1821—1894); утверждено Международным астрономическим союзом в 1935 г. Образование кратера относится к донектарскому периоду.

## Описание кратера
Ближайшими соседями кратера являются кратер Понтекулан на севере; кратер Гилл на северо-востоке, кратер Векслер на востоке, кратер Неймайер примыкающий к юго-восточной части кратера Гельмгольц, а также кратер Буссенго примыкающий к юго-западной части кратера Гельмгольц. На северо-западе от кратера находится одиночный безымянный пик. Селенографические координаты центра кратера 68°38′ ю. ш. 65°20′ в. д. / 68,64° ю. ш. 65,34° в. д., диаметр 110,2 км, глубина 4,41 км.
За время своего существования кратер значительно разрушен, вал кратера отмечен множеством кратеров различного размера. Средняя высота вала кратера над окружающей местностью 1450 м, объем кратера составляет приблизительно 8600 км³. Дно чаши в северной части ровное и почти не отмечено кратерами. Южная часть чаши покрыта породами, выброшенными при образовании кратеров Буссенго и Неймайер. Имеется центральный пик состоящий из анортозита.

## Сателлитные кратеры
| Гельмгольц | Координаты                                            | Диаметр, км |
| ---------- | ----------------------------------------------------- | ----------- |
| A          | 64°30′ ю. ш. 51°31′ в. д. / 64,5° ю. ш. 51,52° в. д.  | 16,0        |
| B          | 67°53′ ю. ш. 68°40′ в. д. / 67,88° ю. ш. 68,66° в. д. | 11,8        |
| D          | 66°23′ ю. ш. 54°05′ в. д. / 66,38° ю. ш. 54,09° в. д. | 44,6        |
| F          | 64°28′ ю. ш. 60°33′ в. д. / 64,46° ю. ш. 60,55° в. д. | 50,0        |
| H          | 64°32′ ю. ш. 64°58′ в. д. / 64,53° ю. ш. 64,97° в. д. | 19,8        |
| J          | 64°53′ ю. ш. 68°14′ в. д. / 64,88° ю. ш. 68,24° в. д. | 23,0        |
| M          | 65°20′ ю. ш. 51°22′ в. д. / 65,33° ю. ш. 51,37° в. д. | 24,3        |
| N          | 64°57′ ю. ш. 50°12′ в. д. / 64,95° ю. ш. 50,2° в. д.  | 13,5        |
| R          | 63°47′ ю. ш. 55°16′ в. д. / 63,78° ю. ш. 55,27° в. д. | 12,2        |
| S          | 64°25′ ю. ш. 56°42′ в. д. / 64,41° ю. ш. 56,7° в. д.  | 31,7        |
| T          | 65°48′ ю. ш. 60°05′ в. д. / 65,8° ю. ш. 60,08° в. д.  | 30,5        |

- Сателлитный кратер Гельмгольц D обладает яркой отражательной способностью в радарном диапазоне 70 см, что объясняется небольшим возрастом кратера и наличием многих неровных поверхностей и обломков пород.
- Образование сателлитного кратера Гельмгольц D относится к эратосфенскому периоду[1].